# Edgar Peña Parra

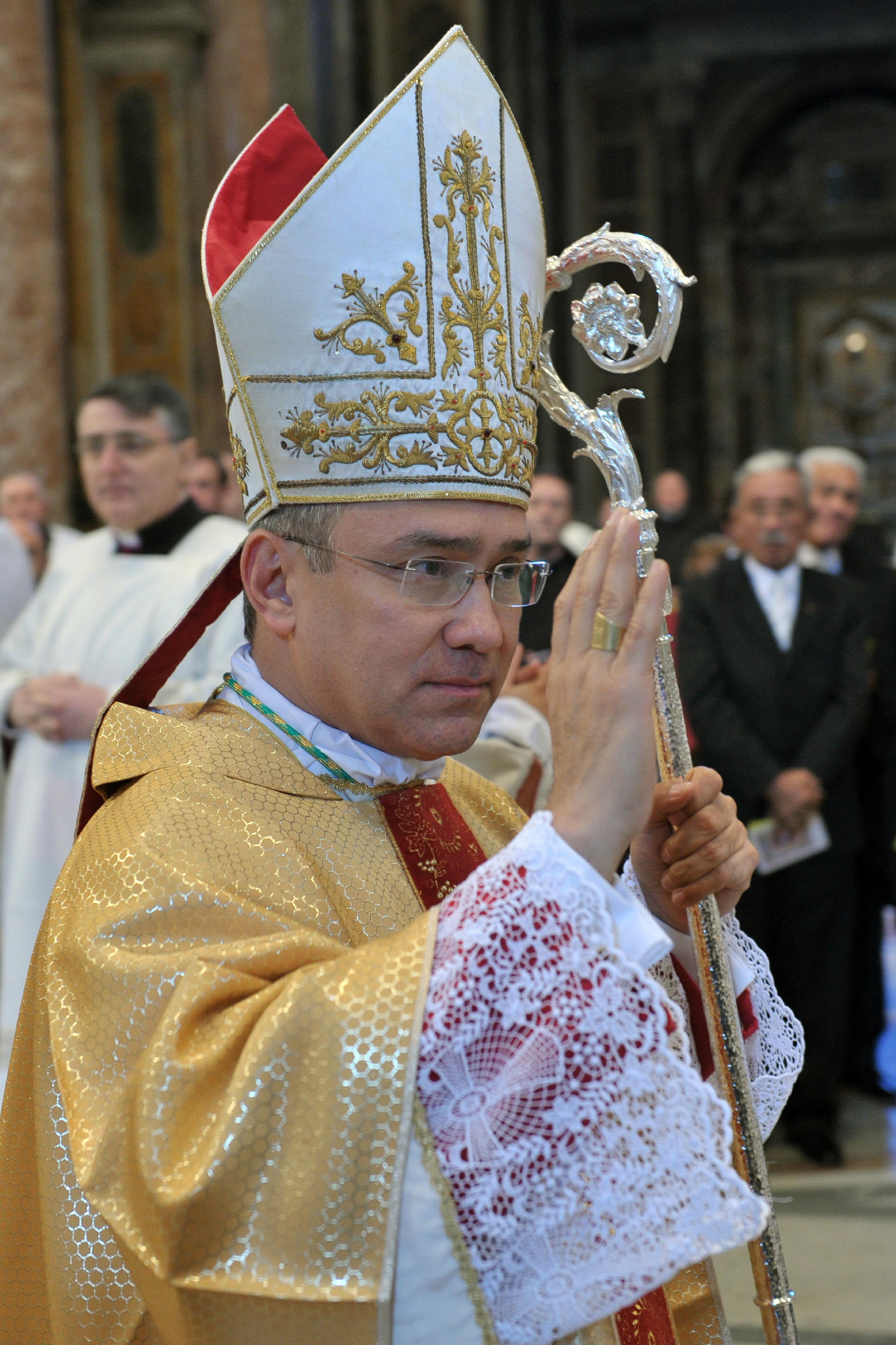
Edgar Peña Parra (2011)

Erzbischofswappen von Edgar Peña Parra

Edgar Peña Parra (* 6. März 1960 in Maracaibo, Venezuela) ist ein venezolanischer Geistlicher, Kurienerzbischof der römisch-katholischen Kirche und Diplomat des Heiligen Stuhls.

## Leben
Edgar Peña Parra studierte Philosophie am Universitätsinstitut St. Thomas von Aquin in San Cristóbal und Theologie am Hochschulinstitut Santa Rosa in Lima. Er empfing am 23. August 1985 das Sakrament der Priesterweihe in der Basilika Unserer Lieben Frau von Chiquinquirá für das Erzbistum Maracaibo. Danach absolvierte er ein Promotionsstudium in Kanonischem Recht an der Päpstlichen Universität Gregoriana und ein Studium des Internationalen Rechts an der Päpstlichen Diplomatenakademie. Peña Parra trat am 1. April 1993 in den diplomatischen Dienst des Heiligen Stuhls ein und war in den Vertretungen in Kenia, Jugoslawien, beim UNO-Sitz in Genf, Südafrika, Honduras und Mexiko, tätig. Er spricht neben Spanisch und Italienisch auch Englisch, Französisch, Portugiesisch und Serbokroatisch.
Papst Benedikt XVI. ernannte ihn am 8. Januar 2011 zum Titularerzbischof pro hac vice von Thelepte und bestellte ihn am 2. Februar 2011 als Nachfolger von Erzbischof Adolfo Tito Ylanna zum Apostolischen Nuntius in Pakistan. Die Bischofsweihe spendete ihm am 5. Februar 2011 im Petersdom Papst Benedikt XVI. selbst; Mitkonsekratoren waren Kardinaldekan Angelo Sodano und Kardinalstaatssekretär Tarcisio Bertone SDB.
Am 21. Februar 2015 ernannte ihn Papst Franziskus zum Apostolischen Nuntius in Mosambik und am 15. August 2018 zum Substituten des Staatssekretariats. In dieses Amt wurde er am 15. Oktober desselben Jahres eingeführt.

## Auszeichnungen
- Orden von San Sebastián, verliehen durch den Bürgermeister von Maracaibo, Daniel Ponne (2010)